# Syngrapha sachaliensis
Syngrapha sachaliensis là một loài bướm đêm trong họ Noctuidae.